# Male Lašče
Male Lašče so naselje v Občini Velike Lašče.